# Označavanje čelika
Označavanje čelika prema hrvatskoj normi HRN C. BO. 002. nije u uporabi u Republici Hrvatskoj, ali kao i ostali europski standardi (DIN, BS) nalazi se u literaturi i još uvijek se u uporabi dosta koristi. Za označavanje čelika koriste se znakovi i simboli u obliku slova i brojeva, koji označuju najvažnija svojstva nekog čelika. 
Oznaka čelika se sastoji iz tri dijela Č. XXXX(X). X(X):
- slovni simbol Č: označava materijal – čelik;
- osnovna oznaka: sastoji se od 4 brojčana simbola i označava vrstu čelika;
- dopunska oznaka: sastoji se od 1 ili 2 brojčana simbola.

Osnovna oznaka ima 4 brojčana simbola i označava osobine čelika po grupama:
- čelici s negarantiranim kemijskim sastavom;
- čelici s garantiranim kemijskim sastavom.[1]

## Čelici s negarantiranim kemijskim sastavom
Čelici s negarantiranim kemijskim sastavom su ugljični čelici trgovačke kvalitete s propisanim mehaničkim svojstvima, a bez propisanog kemijskog sastava; ili s propisanom čistoćom fosfora i sumpora ili nekog drugog kemijskog elementa (ugljik, silicij, mangan). Simboli ove oznake imaju sljedeće značenje:
- simbol na prvom mjestu je 0 i označava pripadnost čelika ovoj grupi (čelici s negarantiranim kemijskim sastavom);
- simbol na drugom mjestu označava grupu minimalne vlačne čvrstoće:

- 0 - označava čelik bez propisanih mehaničkih osobina (trgovačka kvaliteta);
- 1 – označava nazivnu vlačnu čvrstoću do 320 MPa (N/mm2);
- 2 – označava nazivnu vlačnu čvrstoću od 330 do 350 MPa;
- 3 – označava nazivnu vlačnu čvrstoću od 360 do 380 MPa;
- 4 – označava nazivnu vlačnu čvrstoću od 390 do 480 MPa;
- 5 – označava nazivnu vlačnu čvrstoću od 490 do 580 MPa;
- 6 – označava nazivnu vlačnu čvrstoću od 590 do 680 MPa;
- 7 – označava nazivnu vlačnu čvrstoću od 690 do 780 MPa;

- simboli na trećem, četvrtom ili petom mjestu označavaju:

- od 0 do 44 – označava čelik negarantirane čistoće kemijskog sastava;
- od 45 do 79 – označava čelik s ograničenim sadržajem fosfora, sumpora, ugljika, silicija i mangana;
- od 80 do 99 – označava čelik s ograničenim sadržajem fosfora, sumpora, ugljika, slicija i mangana, te dodatak mikrolegirnog elementa za specijalna mehanička svojstva;
- od 101 do 449 – slobodno za nove čelike (na 5. mjestu nikad se ne koristi 0);
- od 451 do 799 – označava čelik s ograničenim sadržajem fosfora i sumpora, ili ugljika, silicija i mangana;
- od 801 do 999 – označava čelik s ograničenim sadržajem fosfora i sumpora, ili ugljika, silicija i mangana, dodatak mikrolegirnog elementa za specijalna mehanička svojstva.

## Čelici s garantiranim kemijskim sastavom
U ovu grupu spadaju:
- ugljični čelici: obični konstrukcijski čelici s garantiranim kemijskim sastavom;
- legirani čelici:
- niskolegirani čelici sa zbrojem legirajućih elemanata manjim od 5%;
- visokolegirani čelici sa zbrojem legirajućih elemanata većim od 5%;

### Ugljični čelici
- simbol na prvom mjestu je uvijek 1;
- simbol na drugom mjestu je 10 puta % ugljika (maseni udio), zaokružen na desetinu.

### Legirani čelici
- simbol na prvom mjestu je brojčani simbol najutjecajnijeg legirnog elementa:

- 1 – označava ugljik (sadržaj se množi s faktorom vrijednosti 1);
- 2 – označava silicij (sadržaj se množi s faktorom vrijednosti 1);
- 3 – označava mangan (sadržaj se množi s faktorom vrijednosti 1);
- 4 – označava krom (sadržaj se množi s faktorom vrijednosti 4);
- 5 – označava nikal (sadržaj se množi s faktorom vrijednosti 4);
- 6 – označava volfram (sadržaj se množi s faktorom vrijednosti 7);
- 7 – označava molibden (sadržaj se množi s faktorom vrijednosti 14);
- 8 – označava vanadij (sadržaj se množi s faktorom vrijednosti 17);
- 9 – označava ostale kemijske elemente (sadržaj se množi s faktorom vrijednosti 20 za kobalt, 30 za titanij, 1 za bakar, 1 za aluminij);

- simbol na drugom mjestu:

- kod ugljičnih čelika s propisanim kemijskim sastavom označava deseterostruku vrijednost maksimalnog postotka ugljika, zaokruženog na desetine. Ako čelik sadrži 0,90% C ili više, brojčani simbol na drugom mjestu uvijek je 9.
- kod legiranih čelika drugi po redu legirni element s odgovarajućim brojčanim simbolom.

- simboli na trećem, četvrtom ili petom mjestu označavaju:

- od 0 do 19 – označava ugljični čelik propisanog kemijskog sastava i legirani čelik namijenjen za toplinsku obradu;
- od 0 do 19 (101 – 199) – označava ugljične i legirane čelike namijenjene za toplinsku obradu;
- od 20 do 29 (201 – 299) – označava ugljične i legirane čelike za cementaciju;
- od 30 do 39 (301 – 399) – označava ugljične i legirane čelike za poboljšanje (kaljenje + popuštanje);
- od 40 do 49 (401 – 599) – označava ugljične i legirane čelike za alate;
- od 50 do 59 – označava visokolegirane čelike za alate;
- od 60 do 69 – označava čelike s osobitim fizikalnim svojstvima;
- od 70 do 79 (701 – 799) – označava čelike kemijski postojane i vatrootporne;
- od 80 do 89 – označava brzorezne čelike;
- od 90 do 99 – označava čelike za automate;
- (od 900 do 901) – slobodno za nove čelike;

## Označavanje čelika prema europskoj normi EN 10027-1
Europska norma EN 10027-1 predstavlja sustav označavanja čelika (Prvi dio – naziv čelika i glavne oznake), a provodi se:
- prema namjeni, mehaničkim i fizikalnim svojstvima,
- prema kemijskom sastavu.

Općenita oznaka čelika se sastoji iz tri dijela X nnn Xn(Xn). X(nn):
- glavna oznaka: svrha primjene, svojstva, najmanja granica razvlačenja (MPa);
- dodatna oznaka: udarni rad loma, toplinska obrada, područje primjene;
- dodatna oznaka za čelični proizvod: posebni zahtjevi, vrsta prevlake, stanje obrade.

### Glavna oznaka
Glavna oznaka se odnosi na namjenu, mehanička i fizikalna svojstva:
- S – opći konstrukcijski čelici;
- P – čelici za izradu posuda pod tlakom (npr. parni kotao);
- L – čelici za izradu cjevovoda;
- E – čelici za strojogradnju;
- H – hladno valjani plosnati proizvodi;
- R – čelici za tračnice;

A može se odnositi i na kemijski sastav:
- C – ugljični čelici s manje od 1% mangana;
- n – ugljični čelici s više od 1% mangana i legirani sa sadržajem pojedinog legirnog elementa manje od 5%;
- X – legirani čelici sa sadržajem pojedinog legirnog elementa više od 5%;
- HS – brzorezni čelici, redoslijed elemenata volfram – molibden – vanadij - kobalt;
- G – čelični lijev;
- nnn – tri brojčana znaka koji označuju minimalnu granicu razvlačenja σ0.2 (N/mm2) za područje najmanjih debljina.

Primjer: S 235 = opći konstrukcijski čelik s minimalnom granicom razvlačenja σ0.2 = 235 N/mm2.

### Dodatna oznaka
Dodatna oznaka može se odnositi na garantirani udarni rad loma (J) pri ispitnoj temperaturi (ºC):
- JR - garantirani udarni rad loma od 27 J pri ispitnoj temperaturi +20 ºC;
- KR - garantirani udarni rad loma od 40 J pri ispitnoj temperaturi +20 ºC;
- LR - garantirani udarni rad loma od 60 J pri ispitnoj temperaturi +20 ºC;
- J0 - garantirani udarni rad loma od 27 J pri ispitnoj temperaturi 0 ºC;
- K0 - garantirani udarni rad loma od 40 J pri ispitnoj temperaturi 0 ºC;
- L0 - garantirani udarni rad loma od 60 J pri ispitnoj temperaturi 0 ºC;
- J2 - garantirani udarni rad loma od 27 J pri ispitnoj temperaturi -20 ºC;
- K2 - garantirani udarni rad loma od 40 J pri ispitnoj temperaturi -20 ºC;
- L2 - garantirani udarni rad loma od 60 J pri ispitnoj temperaturi -20 ºC;
- J3 - garantirani udarni rad loma od 27 J pri ispitnoj temperaturi -30 ºC;
- K3 - garantirani udarni rad loma od 40 J pri ispitnoj temperaturi -30 ºC;
- L3 - garantirani udarni rad loma od 60 J pri ispitnoj temperaturi -30 ºC;
- J4 - garantirani udarni rad loma od 27 J pri ispitnoj temperaturi -40 ºC;
- K4 - garantirani udarni rad loma od 40 J pri ispitnoj temperaturi -40 ºC;
- L4 - garantirani udarni rad loma od 60 J pri ispitnoj temperaturi -40 ºC;
- J5 - garantirani udarni rad loma od 27 J pri ispitnoj temperaturi -50 ºC;
- K5 - garantirani udarni rad loma od 40 J pri ispitnoj temperaturi -50 ºC;
- L5 - garantirani udarni rad loma od 60 J pri ispitnoj temperaturi -50 ºC;
- J6 - garantirani udarni rad loma od 27 J pri ispitnoj temperaturi -60 ºC;
- K6 - garantirani udarni rad loma od 40 J pri ispitnoj temperaturi -60 ºC;
- L6 - garantirani udarni rad loma od 60 J pri ispitnoj temperaturi -60 ºC.

Dodatna oznaka može se odnositi i na toplinsku obradu:
- A – otvrdnuto izlučivanjem (sitnozrnati čelici);
- M – termomehanički valjano (sitnozrnati čelici);
- N – normalizacijski žareno ili normalizacijski valjano (sitnozrnati čelici);
- Q – poboljšano (sitnozrnati čelici);
- G – druge značajke, ako je potrebno s 1 ili 2 brojke;

Dodatna oznaka, koja je obično u drugoj skupini oznaka, može se odnositi i na područje primjene:
- C – posebno hladno obradljivo;
- D – za prevlake vrućim uranjanjem;
- E – za emajliranje;
- F – za kovanje;
- H – visoka temperatura (šuplji profili);
- L – niska temperatura;
- O – za primjenu na moru (engl. offshore);
- P – za žmurje;
- R – sobna temperatura;
- S – za brodogradnju;
- T – za cijevi;
- W – otporan na atmosferilije;
- X – visoka i niska temperatura;

### Dodatna oznaka za čelični proizvod
Oznake posebnih zahtjeva:
- +C – krupnozrnati čelici;
- +F – sitnozrnati čelici;
- +H – prokaljivost;
- +Z15 – najmanje suženje u smjeru okomitom na površinu 15%;
- +Z25 – najmanje suženje u smjeru okomitom na površinu 25%;
- +Z35 – najmanje suženje u smjeru okomitom na površinu 35%;

Oznake vrsta prevlaka:
- +A – vruće aluminizirano plamenom;
- +CU – bakrena prevlaka;
- +Z – pocinčano plamenom;
- +ZE – elektrolitski pocinčano;

Oznake za stanje obrade:
- +A – meko žareno;
- +C – hladno očvrsnuto;
- +Q – kaljeno;
- +ST – žareno u otopini;
- +T – popušteno;

Primjer: S 235 J2G3 N = opći konstrukcijski čelik s minimalnom granicom razvlačenja σ0.2 = 235 N/mm2, garantirani udarni rad loma od 27 J pri ispitnoj temperaturi -20 ºC, normalizacijski žaren. To su čelici otporni na krhki lom, a koristi se za statički i dinamički opterećene zavarene konstrukcije.